# Бережанка (Чортківський район)
Бережа́нка — село в Україні, у Скала-Подільській селищній громаді Чортківського району Тернопільської області. Розташоване на південному сході району, над річкою Збруч.
Поштове відділення — Іванківське.
Населення — ~70 особи (2021).

## Назва
За однією з версій назва «Бережанка» походить від великої кількості берегів річки Збруч, які ділять історично село на дві частини саме село і Малу Бережанку та оточують його майже з усіх боків. До слова, країні є ще сім поселень з такою назвою та одне в Польщі, а також річка Бережанка в Рівненської області.

## Географія
Село розташоване на перешийку невеликого півострова, утвореного закрутами річки Збруча, на правому березі якого знаходиться. Село розташоване на фізичній відстані 358 км від Києва, 94 км — від обласного центру міста Тернополя, 13 км від міста Борщів та 5 км від Скали-Подільської. Є селом-супутником Скали-Подільської.
До села пролягає дорога із смт Скала-Подільська. Територія села – 1 квадратний кілометр. Дворів – 76.
У селі єдина вулиця — Бережанська.
Сусідні населені пункти:

### Клімат
Для села характерний помірно континентальний клімат. Бережанка розташована у «теплому Поділлі».
| Клімат Бережанки                                     | Клімат Бережанки | Клімат Бережанки | Клімат Бережанки | Клімат Бережанки | Клімат Бережанки | Клімат Бережанки | Клімат Бережанки | Клімат Бережанки | Клімат Бережанки | Клімат Бережанки | Клімат Бережанки | Клімат Бережанки | Клімат Бережанки |
| Показник                                             | Січ.             | Лют.             | Бер.             | Квіт.            | Трав.            | Черв.            | Лип.             | Серп.            | Вер.             | Жовт.            | Лист.            | Груд.            |                  |
| Середній максимум, °C                                | −1,2             | 0,4              | 5,7              | 14,2             | 20,0             | 23,1             | 24,2             | 23,7             | 19,8             | 13,4             | 6,2              | 1,2              |                  |
| Середня температура, °C                              | −4,6             | −3               | 1,6              | 8,9              | 14,4             | 17,7             | 19,0             | 18,3             | 14,5             | 8,7              | 3,1              | −1,7             |                  |
| Середній мінімум, °C                                 | −7,9             | −6,4             | −2,4             | 3,6              | 8,9              | 12,4             | 13,8             | 12,9             | 9,2              | 4,1              | 0,0              | −4,5             |                  |
| Норма опадів, мм                                     | 33               | 32               | 32               | 52               | 73               | 100              | 99               | 64               | 53               | 34               | 35               | 38               |                  |
| ---------------------------------------------------- | ---------------- | ---------------- | ---------------- | ---------------- | ---------------- | ---------------- | ---------------- | ---------------- | ---------------- | ---------------- | ---------------- | ---------------- | ---------------- |
| Джерело: http://fr.climate-data.org/location/265467/ |                  |                  |                  |                  |                  |                  |                  |                  |                  |                  |                  |                  |                  |

## Історія
Біля Бережанки виявлено поселення трипільської та черняхівської культур. 1972 року під керівництвом І. М. Шарафутдінової велися розкопки поселення трипільської культури, яке розташоване в урочищі «Мале Поле», що на правому березі Збруча, поблизу ГЕС. На поверхні зібрано обмазку стін жител, уламки кераміки, кам'яні і крем'яні вироби, кістки тварин. Матеріали зберігаються в Тернопільському обласному краєзнавчому музеї.
Перша письмова згадка датується 24 червня 1441 року — король Владислав ІІІ записує шляхетному Махові 60 гривень на с. Бережани у Скальському повіті.
У період Речі Посполитої та королівства Польського належало до Скальського староства Подільського воєводства Королівства Польського (з 1569 року у складі Речі Посполитої). 1564 року належало Яцимирському, діяла церква.
Згадується у люстраціях Скальського староства від 1570 року та 1616 року.
Перший поділ Речі Посполитої 1772 року поділив Бережанку на дві частини. Після правобережна частина Бережанки тепер у Тернопільській області, а лівобережна Мала Бережанка у Хмельницькій.
У 1907 році в селі засновано читальню товариства «Просвіта».
У 1930-их роках діяла кооператива "Наше життя" (об’єднувала 76 осіб, голова – Олекса Бучок), філії кількох українських товариств.
Від 8 липня 1941 до 6 квітня 1944 р. село – під німецькою окупацією.
На фронтах німецько-радянської війни загинули жителі Бережанки Микола Качконога (1925–1945), Микола Кулик (1903–1944) і Михайло Мензуляк (1900–1945); пропав безвісти Юрій Кузьмінчук (1926 р. н.).
У період національно-визвольної боротьби загинули члени і симпатики ОУН та вояки УПА: Михайло Бучок (1923–1943), Петро Душенька, Степан Качконога ("Вітер"; 1928–1947), Василь (загинув у 1944 р.), Микола (1919–1943) і Михайло (1921–1943) Лисі, Микола Подіялюк (1914–1945), Василь Трибель (1928–1947), Іван Ярчук ("Вір"; 1906–1944).
10 червня 1944 року в Бережанці насильно організовано колгосп; у вересні 1950 р. його об’єднано з господарством села Трійця.
У 1940-1941, 1944-1959 роках село належало до Скала-Подільського району Тернопільської області. З ліквідацією району 1959 року увійшло до складу Борщівського району.
З 1947 року мешканці села зазнали каральної акції операції «Захід».
З 24 серпня 1991 року село входить до складу незалежної України.
До 2015 підпорядковувалося Іванківській сільраді. Від вересня 2015 року ввійшло у склад Скала-Подільської селищної громади. Об'єднання в громаду має створити умови для формування ефективної і відповідальної місцевої влади, яка зможе забезпечити комфортне та безпечне середовище для проживання людей.
12 червня 2020 року, відповідно до розпорядження Кабінету Міністрів України № 724-р «Про визначення адміністративних центрів та затвердження територій територіальних громад Тернопільської області» увійшло до складу Скала-Подільської селищної громади.
19 липня 2020 року, в результаті адміністративно-територіальної реформи та ліквідації Борщівського району, село увійшло до складу новоутвореного Чортківського району.

## Населення
Кількість населення: 1900 рік – 524 особи, 1910 – 513 осіб, станом на 30 вересня 1921 р. – 416 (99 дворів), 1931 року – 437 осіб (104 двори).
Згідно з переписом УРСР 1989 року чисельність наявного населення села становила 283 особи, з яких 125 чоловіків та 158 жінок.
За переписом населення України 2001 року в селі мешкало 237 осіб.

### Мова
Розподіл населення за рідною мовою за даними перепису 2001 року:
| Мова       | Чисельність | Відсоток |
| ---------- | ----------- | -------- |
| українська | 236         | 99,58%   |
| російська  | 1           | 0,42%    |
| Усього     | 237         | 100%     |

У діалектологічному плані розташоване на межі наддністрянського та подільського говорів південно-західного наріччя української мови.

## Політика
Від 28 квітня 2012 року село належить до виборчого округу 167.

## Релігія
- церква Покрови Пресвятої Богородиці (1927, ПЦУ, мурована),
- костел Пресвятої Трійці (1930-ті, реставрований у 1990-их[18]).

## Пам'ятки
Встановлено пам'ятний хрест на честь скасування панщини (1848 рік).
У минулому на високому крутому березі Збруча був замок, який нині не зберігся.

## Освіта
Діє бібліотека.

## Культура
Діє клуб.

## Охорона здоров'я
У селі працює фельдшерський пункт.

## Відомі люди

### Народилися
- Роман Бучок (нар. 1924) — український лікар, громадський діяч.
- Гнатик Богдан Іванович (нар. 1952) — український астрофізик, професор.

## Світлини

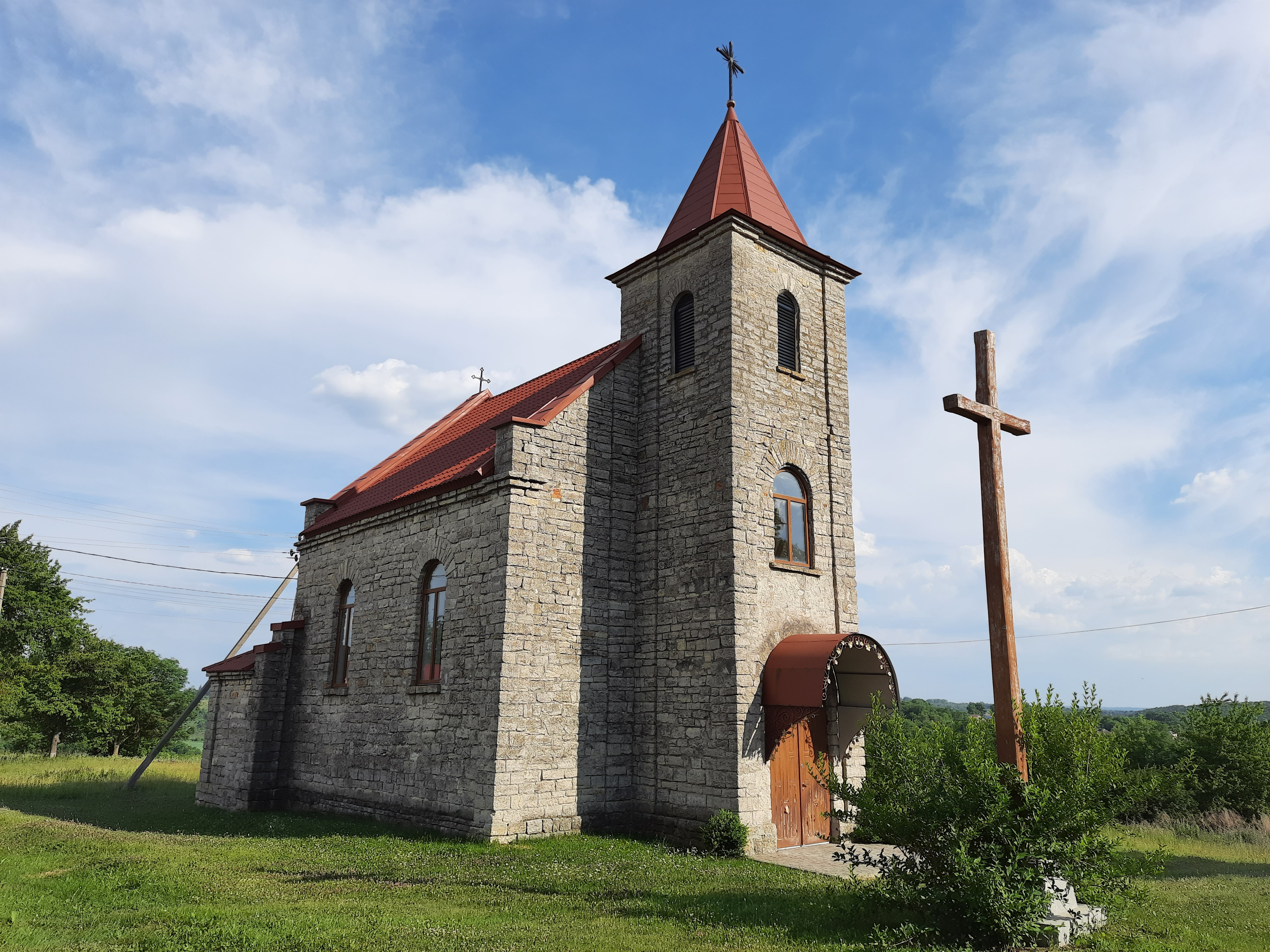
Костел Пресвятої Трійці
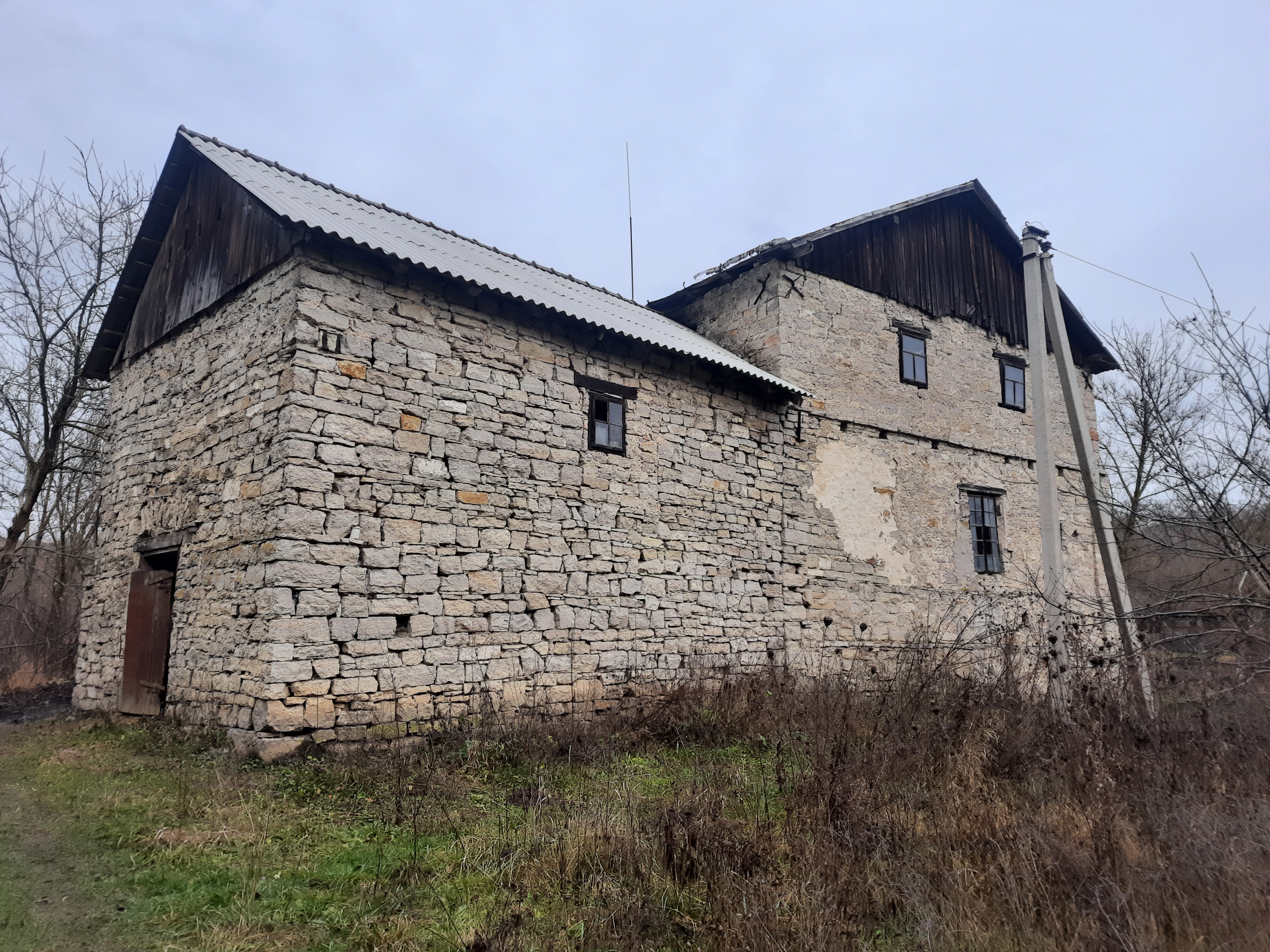
Старий млин
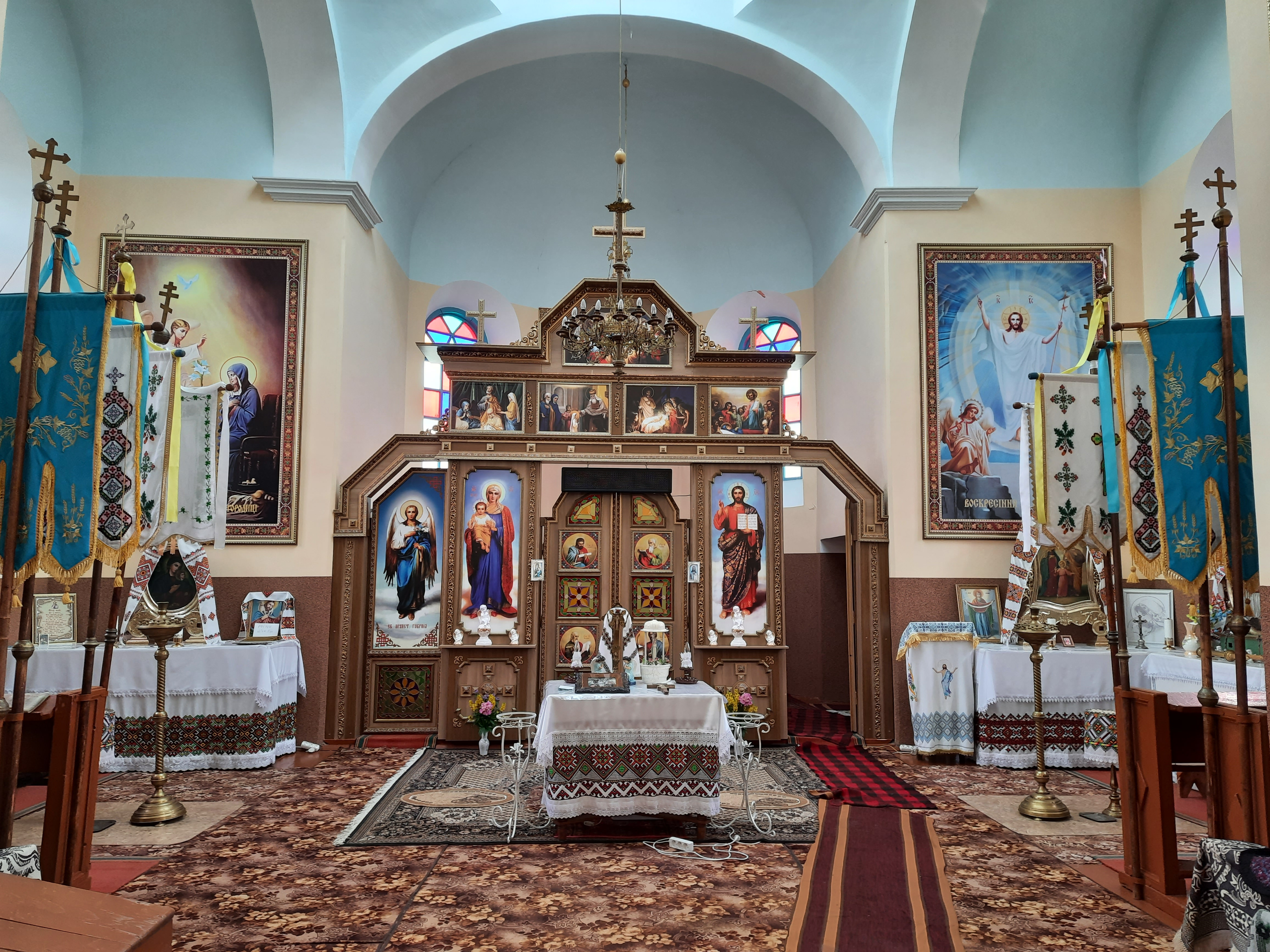
Інтер'єр Покровської церкви
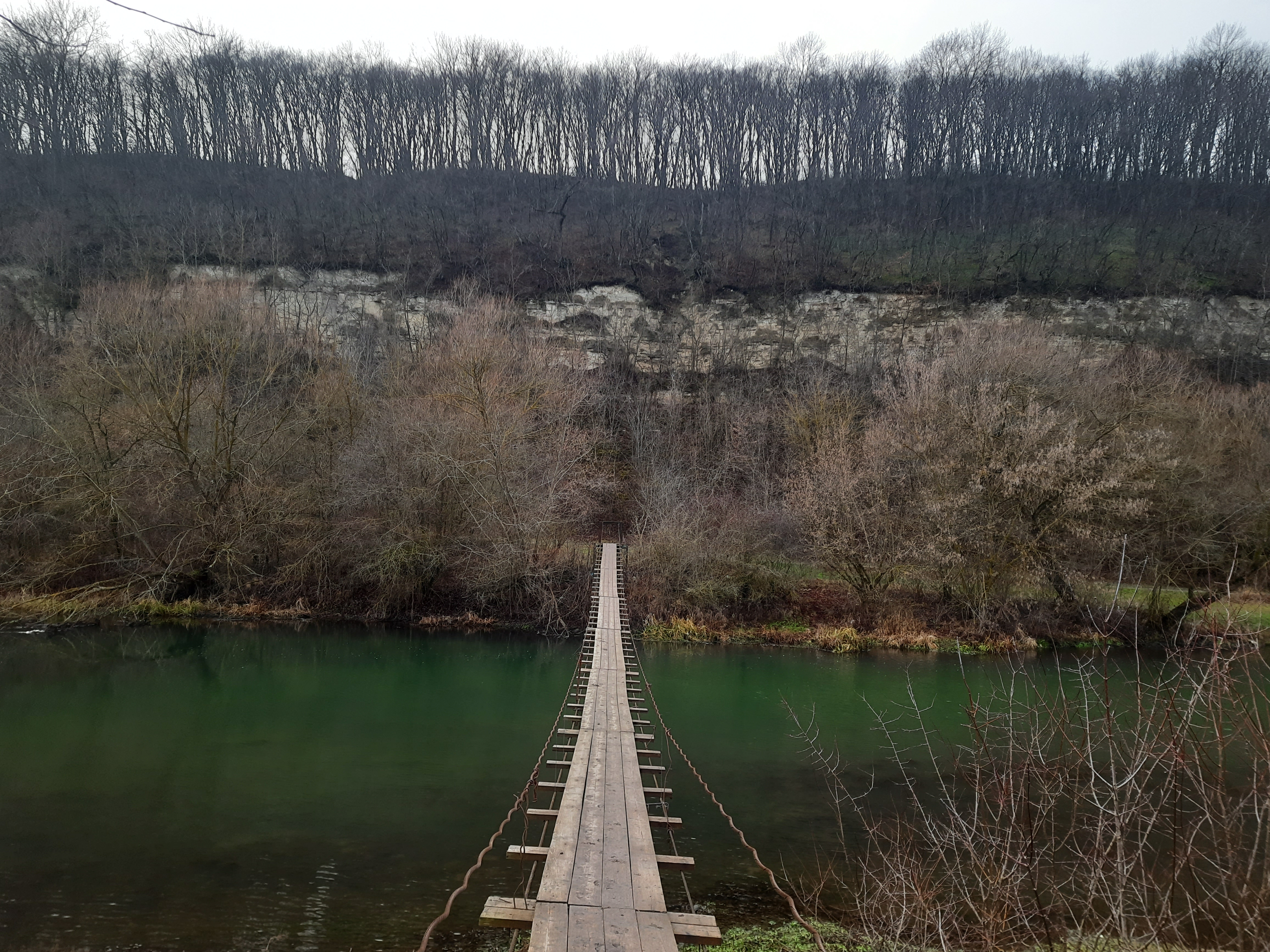
Кладка через Збруч
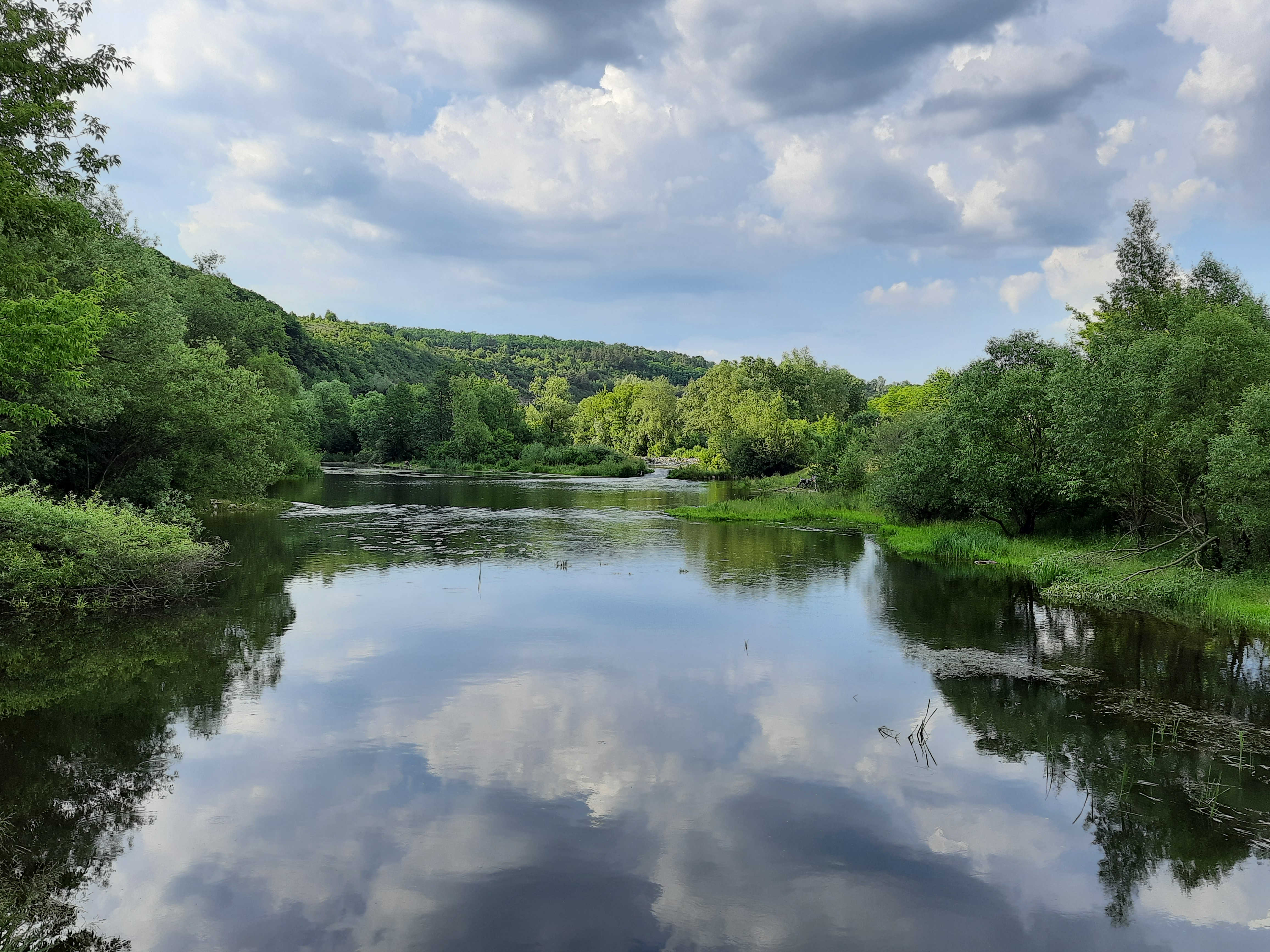
Річка Збруч біля села
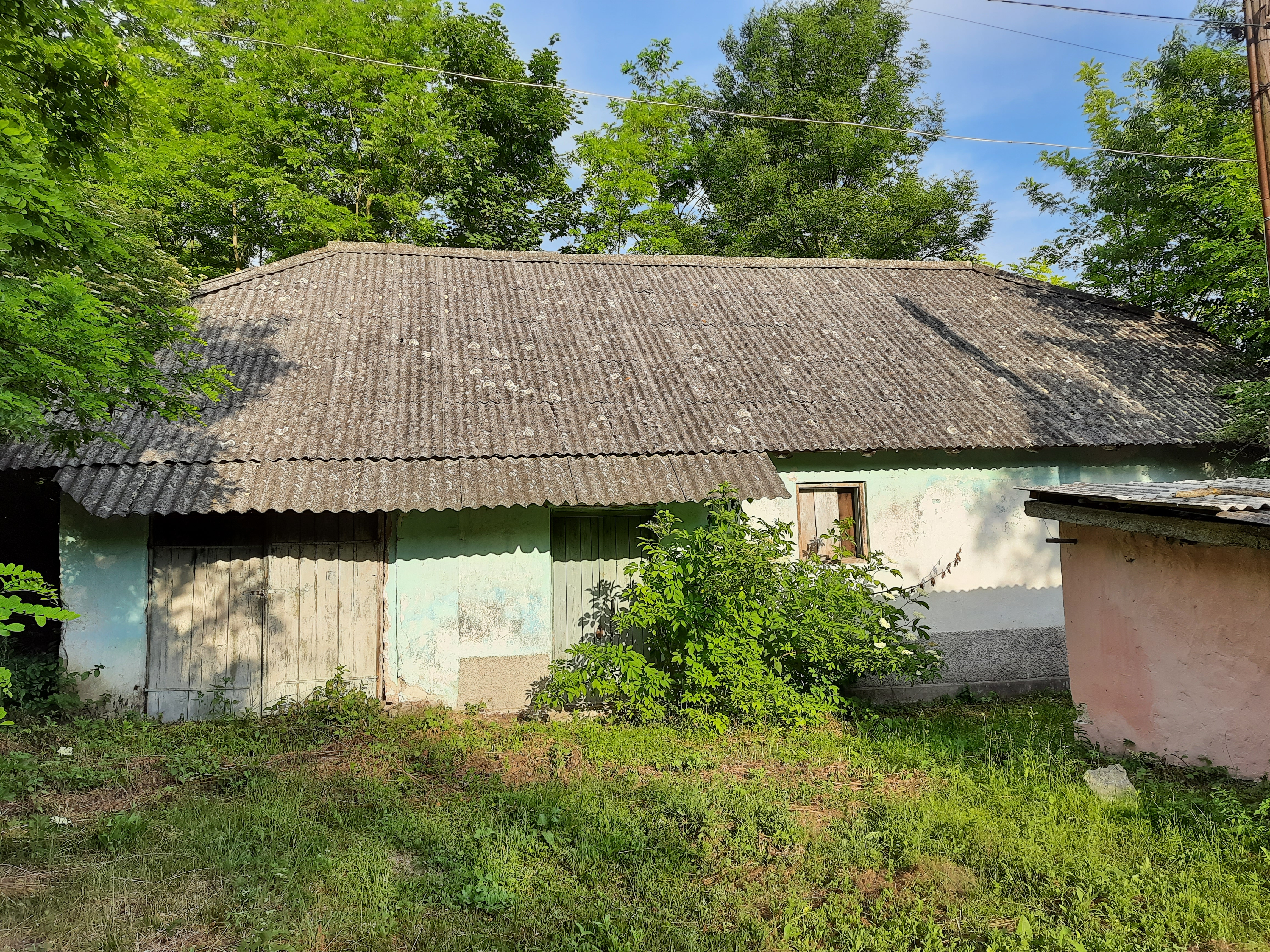
Будівля колишньої прикордонної застави
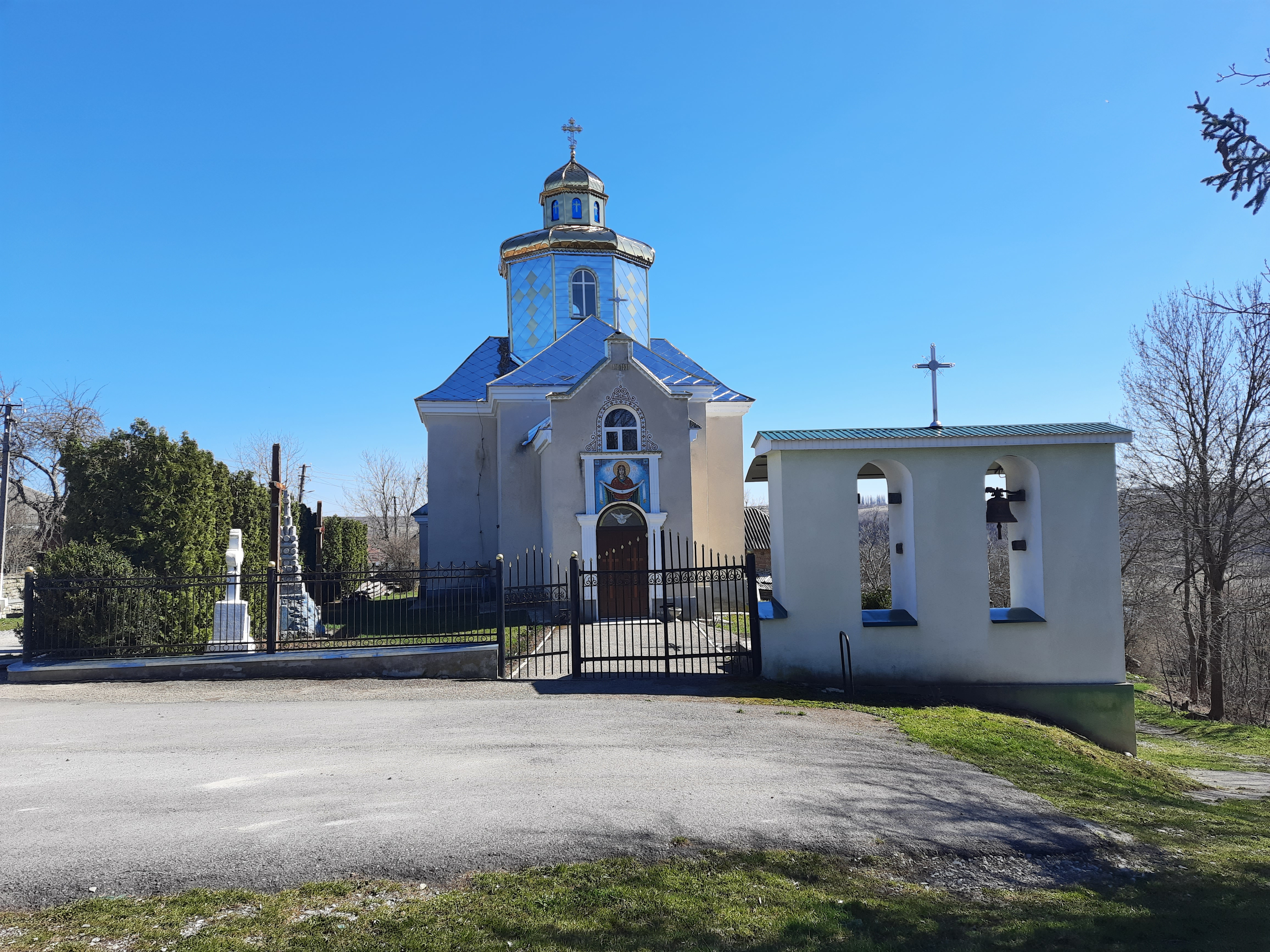
Церква Покрови Пресвятої Богородиці (1927)

## Охорона природи
Село межує з національним природним парком «Подільські Товтри».